# نيل وردن
نيل وردن (بالإنجليزية: Neil Worden)‏ هو لاعب كرة قدم أمريكية أمريكي، ولد في 1 أغسطس 1931 في ميلواكي في الولايات المتحدة.

## وصلات خارجية
- نيل وردن على موقع مرجع كرة القدم المحترفة.كوم (الإنجليزية)